# Darren Allison
Darren Allison (Ashington, Northumberland, 21 de mayo de 1968) es un productor de registro británico internacionalmente renombrado, el músico, y registrando al ingeniero, mejor conocido para su trabajo de producción en la epopeya soundscapes de tales artistas como Spiritualized, The Divine Comedy, Belle and Sebastian.
De 1990 a 1995 estuvo basado en Eurythmics' "The Church Studios" en Londres. Trabajó en muchas sesiones de superestrellas con Dave Stewart. Estos incluyen Mick Jagger, Lou Reed, Bootsy Collins, y el visitante ocasional Bob Dylan. También trabajó con respetadas bandas de Rock alternativo como Curve y My Bloody Valentine.
En España, Darren Allison es conocido para su trabajo con Luz Casal.
En 1995, él registró el golpe de Luz singles Entre Mis Recuerdos, y Besaré el suelo, así como otras pistas para el álbum más acertado de Luz Como La Flor Prometida.
En 2007 él registró y mezcló el álbum de Vida Toxica de Luz, que incluye el sencillo 18 años, Sé feliz, y Soy.
Él también ha producido y ha tramado varios álbumes de guitarra flamencos con Juan Martín.
- Datos: Q543427